# Limnia dejeani
Limnia dejeani är en tvåvingeart som först beskrevs av Robineau-desvoidy 1830.  Limnia dejeani ingår i släktet Limnia och familjen kärrflugor.
Artens utbredningsområde är Frankrike. Inga underarter finns listade i Catalogue of Life.